# Велетенское
Велетенское (укр. Велетенське) — посёлок в Белозёрской поселковой общине Херсонского района Херсонской области Украины. В 2022 году, во время вторжения России в Украину, село было оккупировано российской армией с марта по ноябрь. Освобождено Вооружёнными силами Украины 11 ноября того же года в ходе контрнаступления в Херсонской области.
Почтовый индекс — 75005. Телефонный код — 5547. Код КОАТУУ — 6520382503.

## Население
Население по переписи 2001 года составляло 1407 человек.

### Языковой состав
Родной язык населения по данным переписи 2001 года:
| Язык       | Численность, чел. | Доля     |
| ---------- | ----------------- | -------- |
| Украинский | 1 263             | 89,77 %  |
| Русский    | 124               | 8,81 %   |
| Другое     | 20                | 1,42 %   |
| Итого      | 1 407             | 100,00 % |

## Местный совет
75005, Херсонская обл., Белозёрский р-н, с. Кизомыс, ул. Касперовская 158